# Danh sách tổng thống Bangladesh
Tổng thống Bangladesh, theo quy định của Hiến pháp Bangladesh, là nguyên thủ quốc gia của Bangladesh. Tổng thống Bangladesh là chức vụ chức vụ cao hơn Thủ tướng, nhưng chỉ giữ chức vụ phần lớn mang tính lễ nghi hình thức. Thủ tướng mới chính là có quyền điều hành thực tế đối với chính phủ, và là người đứng đầu nội các của quốc gia này.
Tổng thống có quyền bổ nhiệm và miễn nhiệm Thủ tướng dựa trên tình hình chiếm lĩnh số ghế trong Quốc hội Jatiya Sangsad (Quốc hội Bangladesh). Đương nhiên, Tổng thống luôn phải bổ nhiệm Thủ tướng là người lãnh đạo của đảng lớn nhất (hay liên hiệp) ở trong Jatiya Sangsad.

## Danh sách các Tổng thống Bangladesh
| STT | Tên (Sinh–Mất)                                      | Chân dung | Tại nhiệm                                                    | Tại nhiệm                                    | Đảng phái                            |
| --- | --------------------------------------------------- | --------- | ------------------------------------------------------------ | -------------------------------------------- | ------------------------------------ |
| 1   | Sheikh Mujibur Rahman (1920–1975)                   |           | 17 tháng 4 năm 1971                                          | 12 tháng 1 năm 1972                          | Liên hiệp Nhân dân Bangladesh        |
| 2   | Abu Sayeed Chowdhury (1921–1987)                    |           | 12 tháng 1 năm 1972                                          | 24 tháng 12 năm 1973                         | Liên hiệp Nhân dân Bangladesh        |
| 3   | Mohammad Mohammadullah (1921–1999)                  |           | 27 tháng 1 năm 1974 Quyền Tổng thống từ 24 tháng 12 năm 1973 | 25 tháng 1 năm 1975                          | Liên hiệp Nhân dân Bangladesh        |
| 4   | Sheikh Mujibur Rahman (1920–1975)                   |           | 25 tháng 1 năm 1975                                          | 15 tháng 8 năm 1975 (Bị ám sát)              | BAKSAL                               |
| 5   | Khondaker Mostaq Ahmad (1918–1996)                  |           | 15 tháng 8 năm 1975                                          | 6 tháng 11 năm 1975 (Từ chức)                | Liên hiệp Nhân dân Bangladesh        |
| 6   | Abu Sadat Mohammad Sayem (1916–1997)                |           | 6 tháng 11 năm 1975                                          | 21 tháng 4 năm 1977                          | Liên hiệp Nhân dân Bangladesh        |
| 7   | Ziaur Rahman (1936–1981)                            |           | 21 tháng 4 năm 1977                                          | 30 tháng 5 năm 1981 (Bị ám sát)              | Quân nhân / Đảng Quốc gia Bangladesh |
| 8   | Abdus Sattar (1906–1985)                            |           | 20 tháng 11 năm 1981 Quyền Tổng thống từ 30 tháng 5 năm 1981 | 24 tháng 3 năm 1982 (Bị lật đổ)              | Đảng Quốc gia Bangladesh             |
| —   | Hussain Muhammad Ershad (1930–2019)                 |           | 24 tháng 3 năm 1982                                          | 27 tháng 3 năm 1982                          | Quân nhân                            |
| 9   | Ahsanuddin Chowdhury (1915–2001)                    |           | 27 tháng 3 năm 1982                                          | 10 tháng 12 năm 1983                         | Độc lập                              |
| 10  | Hussain Muhammad Ershad (1930–2019)                 |           | 11 tháng 12 năm 1983                                         | 6 tháng 12 năm 1990                          | Quân nhân / Đảng Jatiya              |
| —   | Shahabuddin Ahmed (1930–) Quyền Tổng thống          |           | 6 tháng 12 năm 1990                                          | 10 tháng 10 năm 1991                         | Độc lập                              |
| 11  | Abdur Rahman Biswas (1926–2017)                     |           | 10 tháng 10 năm 1991                                         | 9 tháng 10 năm 1996                          | Đảng Quốc gia Bangladesh             |
| 12  | Shahabuddin Ahmed (1930–)                           |           | 9 tháng 10 năm 1996                                          | 14 tháng 11 năm 2001                         | Độc lập                              |
| 13  | Badruddoza Chowdhury (1932–)                        |           | 14 tháng 11 năm 2001                                         | 21 tháng 6 năm 2002                          | Đảng Quốc gia Bangladesh             |
| —   | Muhammad Jamiruddin Sircar (1931–) Quyền Tổng thống |           | 21 tháng 6 năm 2002                                          | 6 tháng 9 năm 2002                           | Đảng Quốc gia Bangladesh             |
| 14  | Iajuddin Ahmed (1931–2012)                          |           | 6 tháng 9 năm 2002                                           | 12 tháng 2 năm 2009                          | Độc lập                              |
| 15  | Zillur Rahman (1929–2013)                           |           | 12 tháng 2 năm 2009                                          | 20 tháng 3 năm 2013 (Qua đời khi đương chức) | Liên hiệp Nhân dân Bangladesh        |
| 16  | Abdul Hamid (1944–)                                 |           | 24 tháng 4 năm 2013 Quyền Tổng thống từ 14 tháng 3 năm 2013  | Đương nhiệm                                  | Liên hiệp Nhân dân Bangladesh        |